# Suore missionarie di Cristo Re
Le Suore Missionarie di Cristo Re (in francese Sœurs Missionnaires du Christ-Roi; sigla M.C.R.) sono un istituto religioso femminile di diritto pontificio.

## Storia

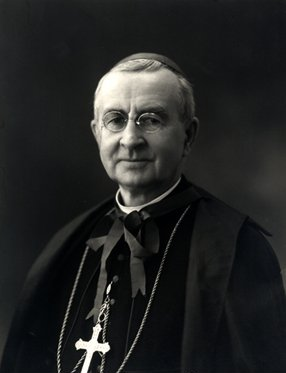
François-Xavier Ross, fondatore della congregazione

La congregazione fu fondata da François-Xavier Ross, vescovo di Gaspé, insieme con Frédérica Giroux. In seguito alla pubblicazione, nel 1925, dell'enciclica Quas Primas sulla regalità di Cristo, Ross pensò di istituire una comunità di vita mista, attiva e contemplativa; dopo il suo incontro con le sorelle Frédérica e Antoinette Giroux, già suore missionarie dell'Immacolata Concezione, decise che il nuovo istituto sarebbe stato missionario-contemplativo. La congregazione delle missionarie di Cristo Re ebbe inizio il 28 ottobre 1928.
La prima filiale all'estero fu aperta nel 1933 a Kagoshima, in Giappone; nel 1953, su richiesta dei missionari di Scheut, le suore iniziarono a lavorare nel Congo belga e nel 1975 fu aperta una filiale ad Haiti.
L'istituto ricevette il pontificio decreto di lode il 7 marzo 1963.

## Attività e diffusione
Le suore si dedicano all'apostolato nei paesi di missione.
Oltre che in Canada, sono presenti in Belgio, Benin, Congo-Kinshasa, Corea del Sud, Costa d'Avorio, Giappone e Haiti; la sede generalizia è a Montréal.
Alla fine del 2015 l'istituto contava 209 religiose in 27 case.